# アトラエ
株式会社アトラエ（英文社名：Atrae,Inc.）は、東京都港区麻布十番に本社を置く日本の求人メディア運営会社。

## 概要
アトラエは2003年（平成15年）10月にインテリジェンス出身の新居佳英と平井誠人が設立した会社。社内に役職を設けないホラクラシー組織で情報技術業界向け求人サイト「Green」の運営などを手掛け、2016年に東京証券取引所マザーズに上場。2018年には東京証券取引所市場第一部へ市場変更を果たした。

## 沿革
- 2003年 目黒区中目黒に株式会社ユビキタスコミュニケーションズを設立。本社を渋谷区神宮前に移転[4]。
- 2005年5月 株式会社I&Gパートナーズに商号を変更。中央区銀座へ本社を移転[4]。
- 2006年2月 港区虎ノ門へ本社を移転[4]。
- 2010年10月 港区南麻布へ本社を移転[4]。
- 2014年7月 株式会社アトラエに商号を変更。三田へ本社を移転[4]。
- 2016年6月 東京証券取引所マザーズに上場[4]。
- 2018年6月 東京証券取引所市場第一部へ市場変更[4]。
- 2020年5月 麻布十番へ本社を移転。子会社株式会社アルティーリを設立[4]。